# 琳赛·舒普
琳赛·舒普（英語：Lindsay Shoop，1981年9月25日—），美国前女子赛艇运动员。她曾代表美国参加2008年夏季奥林匹克运动会赛艇比赛，获得女子八人单桨有舵手金牌。